# Esonius panopus
Esonius panopus är en skalbaggsart som beskrevs av Dillon 1945. Esonius panopus ingår i släktet Esonius och familjen långhorningar. Inga underarter finns listade i Catalogue of Life.